# دکستر (فصل ۱)
فصل اول مجموعه دکستر بر اساس رمان دکستر رویاپرداز تاریک اثر جف لیندزی ساخته شده‌است. داستان سایر فصل‌ها به صورت مستقل از رمان نوشته شده‌اند. این فصل از ۱ اکتبر ۲۰۰۶ تا ۱۷ دسامبر ۲۰۰۶ در شبکه شوتایم پخش شد. تمرکز این فصل بر روی پرونده «قاتل کامیون یخچالدار» است؛ فردی که زنان روسپی را به قتل می‌رساند، آن‌ها را تکه‌تکه می‌نماید و اعضای بدن آن‌ها را بدون حتی یک قطره خون بسته‌بندی و رها می‌کند. در همین زمان، خواهرخوانده دکستر، دبرا مورگان که در بخش مبارزه با فساد کار می‌کند، در تلاش است تا به دایره جنایی پلیس میامی وارد شود. ریتا بنت، دوست‌دختر دکستر، نیز خواهان صمیمی‌تر شدن روابطشان است. کریستیان کامارگو در نقش رودی کوپر در این فصل حضور دارد.

## داستان
دکستر که تحلیل‌گر آثار خون در اداره پلیس شهر میامی است، به صورت مخفی یک قاتل زنجیره‌ای نیز می‌باشد که علت گرایشش به خون، به قتل رسیدن مادرش جلوی چشمانش در سن سه سالگی بوده‌است. پدرخوانده دکستر، هری مورگان، که کارگاه پلیس بوده، در حین بزرگ شدن دکستر متوجه علاقه او به خون و گرایش‌های سایکوپاتیاش شده‌است. هری در ابتدا با بردن دکستر به شکار حیوانات تلاش در کنترل گرایش فرزندش کرد. هنگامی که دکستر به گرایشش برای کشتن انسان‌ها اعتراف کرد، پدرش برای او یک دستورالعمل اخلاقی ایجاد کرد و دکستر را برای پیروی از این دستور، که در طول سریال تحت عنوان "کد" یا "کد هری" از آن یاد می‌شود، آموزش داد. این کد بر دو اص بنا شده‌است: دکستر تنها پس از یافتن شواهد قطعی از مقصر بودن یک فرد قاتل، که از چنگال قانون گریخته، اجازه کشتن او را دارد، و او نباید گیر بیفتد(یعنی دکستر طبق این کد باید بگونه‌ای قتل‌ها را انجام دهد که هیچ مدرکی به جا نماند و او به عنوان مجرم دستگیر نشود). از هنگام مرگ هری، دکستر افراد زیادی را کشته‌است که همه قتل‌ها بر اساس کد بوده‌اند. همانگونه که پدرش به او آموخته، دکستر همواره برای قتل‌هایش از اتاق‌هایی مخصوص (تحت عنوان "اتاق کشتار") که آن‌ها را سرتاسر با پلاستیک می‌پوشاند استفاده می‌کند و پس از انجام کار با تکه‌تکه کردن اعضای بدن مقتول، اجزا را درون کیسه‌های پلاستیکی قرار می‌دهد و در گلف استریمِ اقیانوس اطلس رها می‌کند تا احتمال ردیابی و دستگیریش را به کمینه برساند. او فقط از هر یک از قربانیانش یک قطره نمونه خون برمی‌دارد و این نمونه را در یک اسلاید شیشه‌ای داخل یک جعبه درون آپارتمانش مخفی می‌کند. نه خواهرش و نه هیچ‌یک از همکارانش در اداره پلیس از راز دکستر مطلع نیستند. تنها جیمز دوکس، گروهبان بخش جنایی، به علاقه زیاد دکستر هنگام بررسی صحنه‌های جرم مشکوک است.
دکستر برای آن که طبیعی به نظر برسد، رابطهٔ دوستی را با ریتا بنت آغاز کرده‌است. ریتا مادر اَستر و کُدی است و همسرش پال بنت به دلیل جرایم مربوط به مواد مخدر در زندان است. از آنجا که ریتا در رابطه با همسرش آسیب‌های زیادی دیده و از او سوءاستفاده شده‌است، علاقه‌ای به برقراری رابطه جنسی ندارد و از این رو این رابطه برای هدف دکستر ایده‌آل است. در میانه فصل پال از زندان آزاد می‌شود و علی‌رغم تلاش ریتا برای طلاق، او خواهان نزدیک شدن به ریتا و فرزندانشان است. دکستر که رفتار آسیب‌زای پال در مقابل ریتا را می‌بیند، برای او پاپوش درست می‌کند و باعث بازگشت مجدد پال به زندان می‌شود.
هم‌زمان، رشته قتل‌هایی توسط یک مجرم در حال انجام هستند و از آن جایی که قاتل، اعضای بدن مقتولانش را به صورت تکه‌هایی یخ‌زده و بی‌خون در گوشه‌ای از شهر رها می‌کند رسانه‌ها و پلیس او را «قاتل کامیون یخچالدار» خطاب می‌کنند. دکستر با توجه به شواهد و تجربیات خودش، الگوهایی را از رفتار این قاتل متوجه می‌شود و با خواهرش دبرا درمیان می‌گذارد و دبرا با مطرح کردن این شواهد به افسر شدن در بخش جنایی ارتقا درجه پیدا می‌کند. تحقیقات دبرا باعث آشنایی او با پروتزیستی به نام رودی کوپر می‌شود که در ادامه آن‌ها وارد رابطه می‌شوند. در همین حین، قاتل کامیون یخچالدار با ورود به آپارتمان دکستر سر نخ‌هایی طعنه آمیز در آنجا قرار داده‌است و دکستر با دیدن آن‌ها متوجه می‌شود که قاتل او را می‌شناسد و می‌خواهد با او وارد بازی شود.
پس از مطلع شدن دکستر از آنکه یک خانه از پدر بیولوژیکی تازه فوت شده‌اش (جوزف دریسکل) به او رسیده، متوجه می‌شود که هری (پدر خوانده‌اش که او را از کودکی بزرگ کرده‌است) همه حقایق را به او نگفته‌است. یک صحنه جرم مملو از خون مربوط به قاتل کامیون یخچالدار، باعث می‌شود که دکستر جزئیات بیشتری از کودکی‌اش بخاطر بیاورد؛ قتل مادرش (لورا) در یک کانتینر و تکه‌تکه شدنش توسط اره برقی. در آن زمان، دکسترِ سه ساله شاهد این صحنه بوده‌است و دو روز در کانتینر همراه با تکه‌های بدن مادرش و خون زیاد محبوس بوده‌است تا وقتی که کاراگاه پلیس، هری مورگان او را پیدا و به فرزند خواندگی قبول می‌کند. سال‌ها پیش، هری تمام پرونده‌های مربوط به قتل لورا موزر را از بین برده‌است تا دکستر آن‌ها را پیدا نکند و آن روز برایش بیشتر تداعی نشود.
رودی به واسطه دبرا در تلاش است تا بیشتر با دکستر آشنا شود. دکستر با بررسی پرونده‌های بیماران در تیمارستان‌ها متوجه می‌شود که رودی همان قاتل کامیون یخچالدار است. رودی که حالا هویتش فاش شده‌است با گروگان گرفتن دبرا، تله‌ای برای کشاندن دکستر به دنبال خود ایجاد می‌کند. پس از ملاقات، رودی بیان می‌کند که نام اصلی او برایان موزر و برادر واقعی دکستر است. همچنین می‌گوید که در زمان قتل مادرشان، او نیز در کانتینر حضور داشته و در کنار دکستر شاهد آن جنایت بوده‌است؛ اما از آنجا که برایان در آن زمان پنج ساله بود، به یک مؤسسه روان‌شناسی فرستاده شده‌است. برایان نیز مانند دکستر به خاطر ضربه روحی دوران کودکی به یک قاتل زنجیره‌ای تبدیل گردید، اما بر خلاف دکستر او «کد هری» را نیاموخت و سعی داشت با جرایم قاتل کامیون یخچالدار کاری کند که دکستر گذشته خود را به خاطر بیاورد. برایان از او می‌خواهد که دبرا را بکشند ولی دکستر مخالفت می‌کند و پس از یک درگیری، برایان فرار می‌کند و دکستر، دبرا را نجات می‌دهد.
برایان مجدد برای کشتن دبرا اقدام می‌کند اما این بار به تله دکستر می‌افتد. دکستر پس از معذرت خواهی از برایان که برادرش است، او را می‌کشد و جسدش را طوری رها می‌کند که مرگش خودکشی به نظر برسد. پس از مرگ برایان، پلیس میامی پرونده قاتل کامیون یخچالدار را مختومه اعلام می‌کند. جیمز دوکس پس از ماجرای نجات دبرا توسط دکستر، و اطلاع ندادنش به پلیس در همان ابتدا، بیشتر به او مشکوک شده‌است. همچنین ریتا شواهدی را مبنی بر امکان پاپوش درست کردن دکستر برای پال، یافته‌است.

## بازیگران

### بازیگران اصلی
- مایکل سی هال در نقش دکستر مورگان
- جولی بنز در نقش ریتا بنت
- جنیفر کارپنتر در نقش دبرا مورگان
- اریک کینگ در نقش جیمز دوکس
- لورین ولز در نقش ماریا لاگوئرتا
- دیوید زایاس در نقش انجل باتیستا
- جیمز رمار در نقش هری مورگان

### بازیگران متناوب
- کریستیان کامارگو در نقش رودی کوپر
- سی اس لی در نقش وینس ماسوکا
- کریستینا رابینسون در نقش استر بنت
- دنیل گلدمن در نقش کدی بنت
- دوون گرای، دومینیک جینز و ماکسول هاکوبی در نقش دکستر مورگان جوان
- جف پیرسون در نقش تام متیو
- مارک پلگرینو در نقش پال بنت